# IKoncert 2016: Showtime Tour
iKONCERT 2016: Showtime Tour é a primeira turnê asiática do grupo sul-coreano iKON, em apoio ao seu álbum de estreia, Welcome Back. A turnê visitou a Coreia do Sul, Japão, China, Hong Kong, Taiwan, Tailândia, Singapura, Malásia e Indonésia. A turnê começou em 30 de janeiro de 2016 em Seul na Olympic Gymnastics Arena e terminou em 3 de setembro de 2016 em Jacarta, na Indonésia.

## Preparações
Após a estreia japonesa do iKon em 13 de janeiro de 2016, o grupo embarcou em sua primeira turnê japonesa de arena, a "iKoncert: Showtime Tour in Japan 2016". Anunciada em 5 de outubro de 2015, a turnê foi originalmente planejada para visitar três cidades para um público de 95.000 pessoas. Depois de adicionar mais duas cidades, a turnê reuniu um total de 146.000 pessoas em 14 shows: 8.000 de dois shows em Fukuoka, 13.000 de Tóquio e 24.000 de Osaka.
Em 17 de março, a YG Entertainment anunciou duas cidades para iniciar o Showtime Tour do iKON na Ásia. As cidades foram Taiwan e Hong Kong. Posteriormente, Chengdu, Nanquim, Shenzhen e Xangai na China também foram incluídas. A turnê acabou se expandindo para incluir a Tailândia, Singapura, Malásia e a Indonésia.

## Convidados especiais
- Akdong Musician[11]
- Lee Hi[11]

## Set list
Esta set list é uma representação do show em 31 de janeiro de 2017 em Seul. Não é representativa de todos os shows durante a turnê.
1. "Rhythm Ta Remix (Rock Version)"
2. "Dumb & Dumber"
3. "Sinosijak"
4. "Be I" (B.I Solo)
5. "Go" (Bobby Solo)
6. "Anthem"
7. "Apology"
8. "Wait For Me"
9. "Airplane"
10. "Bang Bang Bang" (cover de Big Bang)
11. "Me Gustas Tu" (Jinhwan) (cover de GFriend)
12. "Up & Down" (cover de EXID)
13. "I'm Different" (com Bobby) (Hi Suhyun)
14. "M.U.P"
15. "I Miss You So Bad"
16. "My Type"
17. "Today"
18. "What's Wrong?"
19. "Just Another Boy"
20. "Climax"

Encore
1. "Long Time No See"
2. "Welcome Back"
3. "My Type"
4. "Dumb & Dumber"

## Datas dos shows
| Data                    | Cidade       | País          | Local                                      | Comparecimento |
| ----------------------- | ------------ | ------------- | ------------------------------------------ | -------------- |
| 30 de janeiro de 2016   | Seul         | Coreia do Sul | Olympic Gymnastics Arena                   | 24,000         |
| 31 de janeiro de 2016   | Seul         | Coreia do Sul | Olympic Gymnastics Arena                   | 24,000         |
| 11 de fevereiro de 2016 | Fukuoka      | Japão         | Fukuoka Convention Center                  | 146,000        |
| 11 de fevereiro de 2016 | Fukuoka      | Japão         | Fukuoka Convention Center                  | 146,000        |
| 15 de fevereiro de 2016 | Tóquio       | Japão         | Nippon Budokan                             | 146,000        |
| 16 de fevereiro de 2016 | Tóquio       | Japão         | Nippon Budokan                             | 146,000        |
| 16 de fevereiro de 2016 | Tóquio       | Japão         | Nippon Budokan                             | 146,000        |
| 20 de fevereiro de 2016 | Kobe         | Japão         | World Memorial Hall                        | 146,000        |
| 20 de fevereiro de 2016 | Kobe         | Japão         | World Memorial Hall                        | 146,000        |
| 21 de fevereiro de 2016 | Kobe         | Japão         | World Memorial Hall                        | 146,000        |
| 21 de fevereiro de 2016 | Kobe         | Japão         | World Memorial Hall                        | 146,000        |
| 27 de fevereiro de 2016 | Daegu        | Coreia do Sul | Daegu EXCO                                 | —              |
| 5 de março de 2016      | Busan        | Coreia do Sul | Busan BEXCO                                | —              |
| 12 de março de 2016     | Chiba        | Japão         | Makuhari Messe                             | [ a ]          |
| 12 de março de 2016     | Chiba        | Japão         | Makuhari Messe                             | [ a ]          |
| 13 de março de 2016     | Chiba        | Japão         | Makuhari Messe                             | [ a ]          |
| 15 de março de 2016     | Osaka        | Japão         | Osaka-jō Hall                              | [ a ]          |
| 15 de março de 2016     | Osaka        | Japão         | Osaka-jō Hall                              | [ a ]          |
| 22 de abril de 2016     | Taipé        | Taiwan        | Taipei Arena                               | 7,000          |
| 7 de maio de 2016       | Chek Lap Kok | Hong Kong     | AsiaWorld–Arena                            | —              |
| 14 de maio de 2016      | Chengdu      | China         | Sichuan Provincial Gymnasium               | —              |
| 21 de maio de 2016      | Nanquim      | China         | Nanjing Olympic Sports Center Gymnasium    | —              |
| 3 de junho de 2016      | Shenzhen     | China         | Shenzhen Bay Sports Center                 | —              |
| 11 de junho de 2016     | Xangai       | China         | Shanghai Indoor Stadium                    | —              |
| 16 de julho de 2016     | Bangkok      | Tailândia     | IMPACT Exhibition Center                   | —              |
| 24 de julho de 2016     | Singapura    | Singapura     | Singapore Indoor Stadium                   | 6,500          |
| 13 de agosto de 2016    | Kuala Lumpur | Malásia       | Stadium Negara                             | 7,000          |
| 3 de setembro de 2016   | Jacarta      | Indonésia     | Indonesia Convention Exhibition (ICE) Hall | 5,000          |
| Total                   | Total        | Total         | Total                                      | N/A            |